# Platymantis papuensis
Platymantis papuensis és una espècie de granota que viu a Indonèsia i Papua Nova Guinea.